# Céronne
Céronne – rzeka we Francji w departamencie Corrèze. Rzeka ma swoje źródła w gminie Seilhac, a uchodzi do Corrèze w mieście Tulle. 
Rzeka ma 14 km długości. 
Nad Céronne leży miasto Naves.